# 創進高等学校
創進学園高等学校（そうしんがくえんこうとうがっこう）は、新潟県見附市本所二丁目にある私立高等学校である。

## 学科・コース
2020年度（令和2年度）
- 普通科 - 90名
  - デザイン・アートコース - 30名
  - キャリアコース（週4日登校型） - 30名
  - キャリアコース（週1日登校型） - 30名

## 歴史
かつては文教高等学院という名の専修学校であったが、2004年（平成16年）度から高等学校に改組、日本海聖高等学校に改められた。
2018年（平成30年）4月に「創進高等学校」に改称された。2021年（令和3年）学校法人名を　「中央学園」から「創進学園」へ、校名を「創進学園高等学校」に改称。

## 部活動
- 美術部
- 合唱部
- バスケットボール部

## アクセス
- 信越本線見附駅より徒歩5分